# South Australian Museum

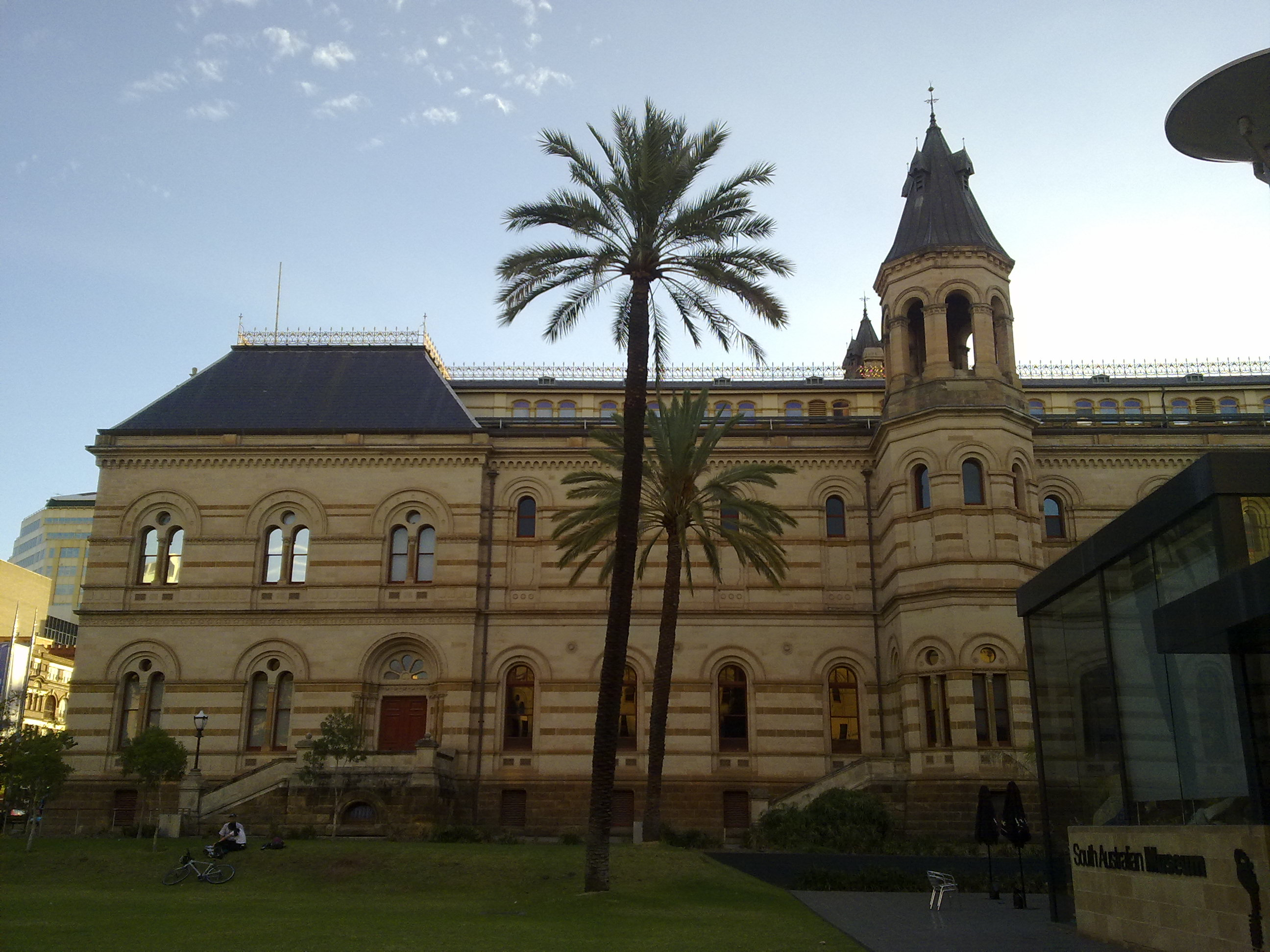
South Australian Museum, Westflügel vom Hof

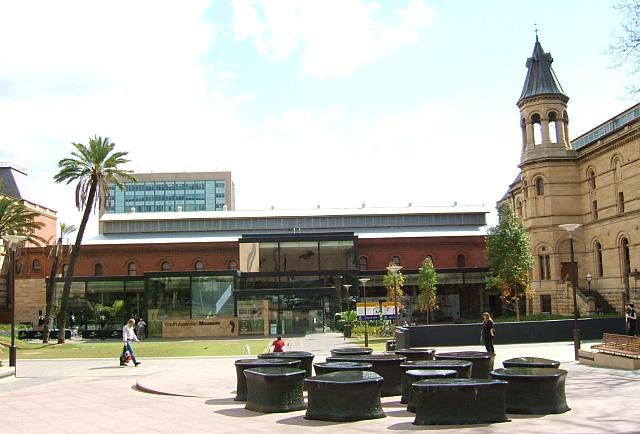
South Australian Museum, Nordterrasse

Das South Australian Museum ist ein staatliches Naturkundemuseum in Adelaide. Dessen Direktorium wird vom Gouverneur des australischen Bundesstaates South Australia ernannt. Die rechtliche Basis für das Museum bildet das Gesetz South Australian Museum Act 1976 neben weiteren ergänzenden Rechtsvorschriften.
Das Museum wurde 1847 gegründet. Es befindet sich im kulturellen Zentrum von Adelaide in North Terrace. Seinen heutigen Namen erhielt es auf Empfehlung des ehemaligen Direktors Wilhelm Haacke offiziell 1939, nachdem es als South Australian Institute Museum im selben Jahr von der Art Gallery and Library abgetrennt worden war. Der Public Library, Museum, and Art Gallery, and Institutes Act von 1925 war nun nicht mehr die Basis für staatliche Sammlungen in South Australia. Diese Neustrukturierung der Museen erfolgte mittels eines neuen Gesetzes, dem Museum Act 1939.
Unter den Fossilien ragen die Sammlungen der präkambrischen Ediacara-Fauna hervor, darunter das älteste bekannte Chordaten-Fossil. Es gibt auch völkerkundliche und ägyptologische Sammlungen, zoologische Sammlungen (Biodiversity Gallery), eine Mineraliensammlung, eine Ausstellung zum Polarforscher Douglas Mawson und es gibt eine Bibliothek.